# 6647 Josse
6647 Josse este o planetă minoră (asteroid), cu un diametru de 6,519 km, din centura de asteroizi. A fost descoperită pe 8 aprilie 1991 la Observatorul La Silla de Eric Walter Elst și a fost numită după . 
Obiectul prezintă o orbită caracterizată de o semiaxă mare de 2,2065428 UAi, o excentricitate de 0,2, o înclinație de 1,14357 ° în raport cu ecliptica.